# Danny Glicker
Danny Glicker é um figurinista norte-americano. Como reconhecimento, foi nomeado ao Oscar 2009 na categoria de Melhor Figurino por Milk.